# Mattis Cederberg
Mattis Cederberg, född 1971 i Falun, är en svensk musiker, kompositör, formgivare. Han spelar bastrombon, tuba och cimbasso.
Cederberg är utbildad på Landstingets Högre Musikskola och Musikhögskolan i Malmö.
Sedan 2002 är han bastrombonist i WDR (West Deutsche Rundfunk) Big Band i Köln och han leder även sedan 2002 sitt eget band Sonic Mechatronik Arkestra som släppt albumen "Mechatronycon" (2003) och "Overunity" (2006) på Moserobie
Cederberg är också "Inhouse" formgivare för jazzetiketten Moserobie med ett dryga 50-talet skivomslag, formgivning för webben med mera.
Cederberg har spelat med bland andra Joe Zawinul, McCoy Tyner, Patti Austin, Slide Hampton, Michael och Randy Brecker, Joe Lovano, Toots Thielemans m.fl.
På popsidan:
Tomas Ledin, 
The Ark, 
Lars Winnerbäck, 
Marie Fredriksson, 
Jerry Williams, 
Daddy Boastin'
Lisa Nilsson, 
Sharleen Spiteri, 
Lill-Babs m.fl.